# Червонополянська сільська рада (Горностаївський район)
Червонополя́нська сільська́ ра́да — адміністративно-територіальна одиниця та орган місцевого самоврядування в Горностаївському районі Херсонської області. Адміністративний центр — село Червона Поляна.

## Загальні відомості
Червонополянська сільська рада утворена в 1921 році.
- Територія ради: 122 км²
- Населення ради: 959 осіб (станом на 2001 рік)

## Населені пункти
Сільській раді підпорядковані населені пункти:
- с. Червона Поляна
- с. Старолук'янівка

## Склад ради
Рада складається з 14 депутатів та голови.
- Голова ради: Подпалова Валентина Анатоліївна
- Секретар ради: Бобир Валентина Іванівна

### Керівний склад попередніх скликань
| Прізвище, ім'я, по батькові     | Основні відомості                                                          | Дата обрання | Дата звільнення |
| ------------------------------- | -------------------------------------------------------------------------- | ------------ | --------------- |
| Мовлян Олександр Ілліч          | Сільський голова, 1959 року народження, член Соціалістичної партії України | 26.03.2006   | 31.10.2010      |
| Подпалова Валентина Анатоліївна | Сільський голова, 1962 року народження, освіта вища, позапартійна          | 31.10.2010   |                 |

Примітка: таблиця складена за даними сайту Верховної Ради України

### Депутати
За результатами місцевих виборів 2010 року депутатами ради стали:

#### За суб'єктами висування
| Суб'єкт висування                                       | Кількість обраних депутатів | %    |
| ------------------------------------------------------- | --------------------------- | ---- |
| Партія регіонів                                         | 11                          | 78,6 |
| Політична партія Всеукраїнське об'єднання «Батьківщина» | 3                           | 21,4 |

#### За округами
| № округу                                                | Прізвище, ім'я, по батькові      | Дата визнання обраним | Освіта  | Партійна приналежність                        | Відомості про обраного депутата                                          |
| ------------------------------------------------------- | -------------------------------- | --------------------- | ------- | --------------------------------------------- | ------------------------------------------------------------------------ |
| Партія регіонів                                         |                                  |                       |         |                                               |                                                                          |
| 1                                                       | Рибчинська Любов Петрівна        | 02.11.2010            | середня | позапартійна                                  | тимчасово не працює                                                      |
| 2                                                       | Задерей Світлана Андріївна       | 02.11.2010            | середня | член Партії регіонів                          | Червонополянська дільнича лікарня, медсестра                             |
| 3                                                       | Капустян Лідія Василівна         | 02.11.2010            | середня | позапартійна                                  | Червонополянський будинок культури, директор                             |
| 5                                                       | Гашенко Надія Миколаївна         | 02.11.2010            | середня | член Партії регіонів                          | тимчасово не працює                                                      |
| 6                                                       | Угрюмова Наталія Петрівна        | 02.11.2010            | середня | позапартійна                                  | Червонополянська сільська бібліотека, бібліотекар                        |
| 8                                                       | Слісаренко Наталія Борисівна     | 02.11.2010            | середня | позапартійна                                  | Червонополянська сільська рада, бухгалтер                                |
| 10                                                      | Помулева Ірина Петрівна          | 02.11.2010            | середня | позапартійна                                  | приватний підприємець, продавець                                         |
| 11                                                      | Бобир Валентина Іванівна         | 02.11.2010            | вища    | позапартійна                                  | ЗАТ «Фрідом Фарм Інтернешнл», комірник                                   |
| 12                                                      | Лемешева Ольга Володимирівна     | 02.11.2010            | вища    | член Партії регіонів                          | Червонополянський БГП по комунальному обслуговуванню населення, директор |
| 13                                                      | Комар Тетяна Анатоліївна         | 02.11.2010            | вища    | член Партії регіонів                          | Червонополянські дитячі ясла-садок «Ромашка», вихователь                 |
| 14                                                      | Козодой Наталія Іванівна         | 02.11.2010            | середня | член Партії регіонів                          | ЗАТ"Фрідом Фарм Інтернешнл", комірник                                    |
| Політична партія Всеукраїнське об'єднання «Батьківщина» |                                  |                       |         |                                               |                                                                          |
| 4                                                       | Прокуднова Наталія Олександрівна | 02.11.2010            | середня | член Всеукраїнського об'єднання «Батьківщина» | Червонополянська дільнича лікарня, медсестра                             |
| 7                                                       | Гафюк Любов Юхимівна             | 02.11.2010            | середня | член Всеукраїнського об'єднання «Батьківщина» | Червонополянське відділення зв'язку, листоноша                           |
| 9                                                       | Герасимчук Галина Іванівна       | 02.11.2010            | середня | член Всеукраїнського об'єднання «Батьківщина» | ПП «Довгань», продавець                                                  |

## Населення
Згідно з переписом УРСР 1989 року чисельність наявного населення села становила 1695 осіб, з яких 806 чоловіків та 889 жінок.
За переписом населення України 2001 року в селі мешкало 960 осіб.

### Мова
Розподіл населення за рідною мовою за даними перепису 2001 року:
| Мова       | Відсоток |
| ---------- | -------- |
| українська | 93,22 %  |
| російська  | 5,32 %   |
| вірменська | 1,04 %   |
| білоруська | 0,42 %   |